# Вастсе-Куусте (волость)
Вастсе-Куусте (ест. Vastse-Kuuste vald) — волость в Естонії, у складі повіту Пилвамаа.

## Положення
Площа волості — 123 км², чисельність населення на 1 січня 2015 року становила 1136 осіб.
Адміністративний центр волості — селище Вастсе-Куусте. Також до складу волості входять 10 сіл:   КАрілатсі (Karilatsi), Кіідйярве (Kiidjärve), Коорвере (Koorvere), Леевійие (Leevijõe), Логіна (Logina), Лоотвіна (Lootvina), Падарі (Padari), Попсікюла (Popsiküla), Валгеметса (Valgemetsa), Воорекюла (Vooreküla).